# Kulturpreis der Sparkassen-Kulturstiftung Rheinland

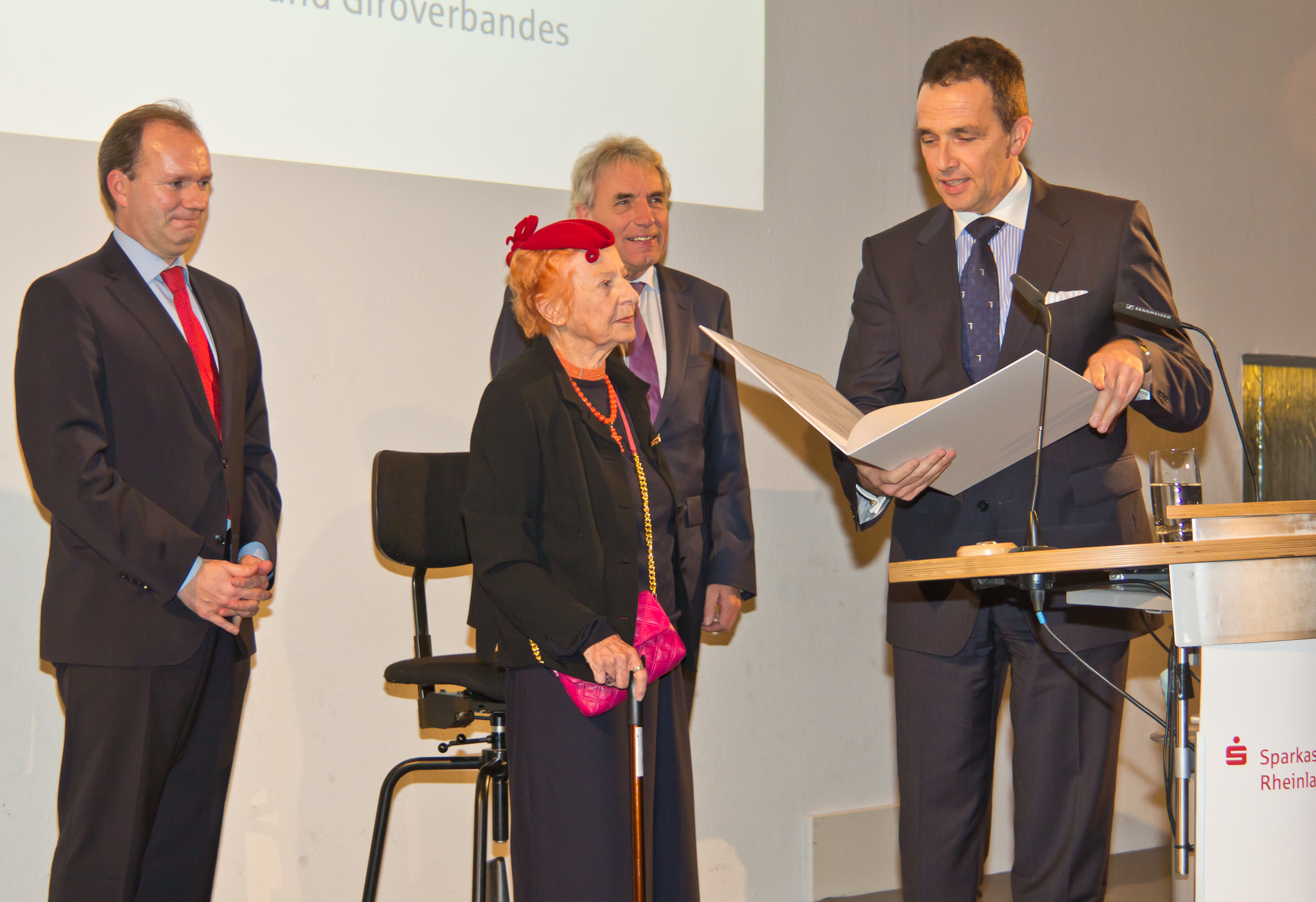
Verleihung des Großen Kulturpreises der Sparkassen-Kulturstiftung Rheinland 2011 an Alexandra Kassen

Der Große Kulturpreis, und mit diesem der Förderpreis Sparkassen-Kulturstiftung Rheinland, wird jährlich seit 1989 von der Sparkassen-Kulturstiftung Rheinland vergeben. Der Große Kulturpreis ist mit 30.000 Euro dotiert und würdigt das herausragende Schaffen einer Künstlerpersönlichkeit, die dem rheinischen Kulturraum verbunden ist. Die Auszeichnung zählt zu den höchstdotierten Kulturpreisen in Deutschland. Der mit 10.000 Euro ausgestattete Förderpreis wird an einen vom Preisträger des Großen Preises vorgeschlagenen Nachwuchskünstler verliehen.
Seit dem Jahr 1997 stiftet die Sparkassen-Kulturstiftung Rheinland zusätzlich einen Jugend-Kulturpreis in Höhe von 10.000 Euro. Prämiert werden Einrichtungen, Vereine und Institutionen, die Kinder und Jugendliche zum kreativen Ausdruck, zur kulturellen Arbeit und zum produktiven Austausch bringen.

## Liste der Preisträger des Großen Kulturpreises
- 1989 Lore Lorentz und Kay Lorentz, Kabarettisten
- 1990 (keine Vergabe)
- 1991 Pina Bausch, Choreographin
- 1992 Heinz Mack, Bildhauer
- 1993 Gottfried Böhm, Architekt
- 1994 Frank Peter Zimmermann, Geiger
- 1995 Jürgen Klauke, Bildender Künstler
- 1996 Hanns Dieter Hüsch, Kabarettist
- 1997 Leverkusener Jazztage e. V.
- 1998 Tilman Röhrig, Schriftsteller
- 1999 Otto Wesendonck, Bildhauer
- 2000 Roberto Ciulli, Theater an der Ruhr Mülheim
- 2001 Ulrich Rückriem, Bildhauer
- 2002 Mauricio Kagel, Komponist
- 2003 Elke Heidenreich, Autorin
- 2004 Essener Philharmoniker und Stefan Soltesz
- 2005 Konrad Beikircher, Kabarettist
- 2006 Lars Vogt, Pianist
- 2007 Dieter Wellershoff, Schriftsteller
- 2008 Otto Piene, bildender Künstler
- 2009 Sönke Wortmann, Regisseur
- 2010 Günter Lamprecht, Schauspieler
- 2011 Alexandra Kassen, Gründerin und Leiterin des Kölner Theaters Senftöpfchen
- 2012 Moers Festival, Jazz-Festival
- 2013 Tony Cragg, Bildhauer[1]
- 2014 Hilla Becher, Fotografin
- 2015 Wolfgang Niedecken, Musiker und Maler
- 2016 Wim Wenders, Filmemacher, Autor und Fotograf
- 2018 Andreas Gursky, Fotograf
- 2020 Stiftung Insel Hombroich, Kunststiftung in Neuss
- 2021 Ulrich Greb, Regisseur und Intendant am Schlosstheater Moers
- 2022 Katharina Fritsch, Bildhauerin
- 2024 Marianne Menze, Kinobetreiberin[2]
- 2025 Dorothee Oberlinger, Blockflötistin und Hochschullehrerin

## Liste der Förderpreisträger
- 1989 Volker Pispers, Kabarettist
- 1990 (keine Vergabe)
- 1991 Folkwang Tanzstudio Essen
- 1992 Ingo Ronkholz Bildhauer
- 1993 Stefan Schmitz, Architekt

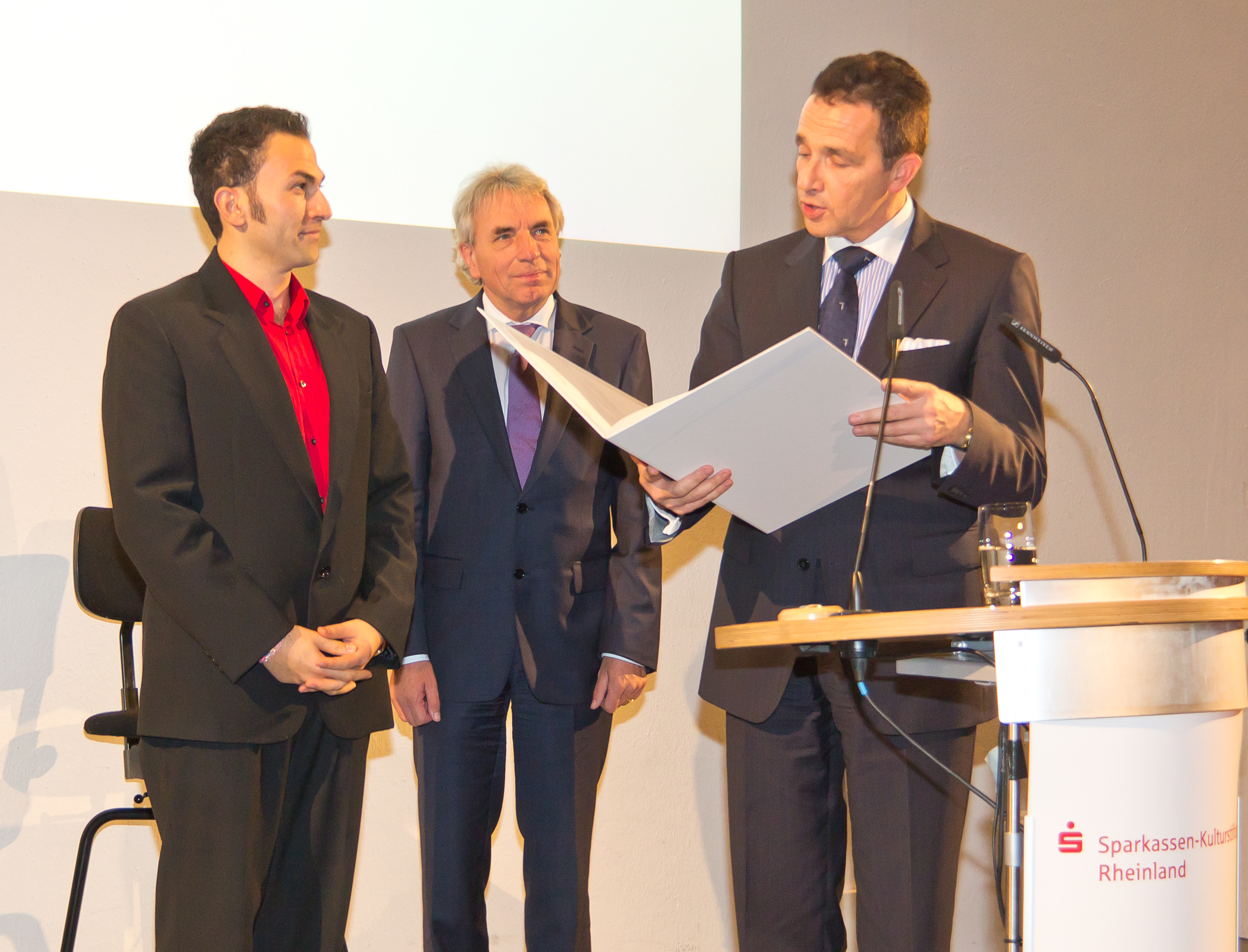
Verleihung des Förderpreises der Sparkassen-Kulturstiftung Rheinland 2011 an Fatih Çevikkollu

- 1994 Werner von Schnitzler, Geiger
- 1995 Karl von Westerholt, Bildender Künstler
- 1996 Lars Reichow, Musik-Kabarettist
- 1997 André Nendza, Bassist und Komponist
- 1998 Oliver Drechsel, Pianist
- 1999 Dorothee Golz, Bildhauerin
- 2000 Christine Sohn, Schauspielerin
- 2001 Jörg Wagner, Bildender Künstler
- 2002 Bernhard König, Komponist
- 2003 Tilman Rammstedt, Autor
- 2004 Erik Schumann, Geiger
- 2005 Menschensinfonieorchester Köln
- 2006 Musikschule Düren
- 2007 Thomas Pletzinger, Autor
- 2008 Agnes Meyer-Brandis, Medienkünstlerin
- 2009 Monika Sosnowska, Fotografin
- 2010 Floriane Kleinpaß, Schauspielerin
- 2011 Fatih Çevikkollu, Kabarettist
- 2012 Andreas Dzialocha, Künstler
- 2013 Andreas Schmitten, Bildhauer
- 2014 Simon Sola Holischka, Fotograf
- 2015 AnnenMayKantereit, Pop-Rock-Band
- 2016 Valentin Riedl, Regisseur
- 2018 Camillo Grewe, Bildhauer, Musiker und Performancekünstler
- 2020 Harkeerat Mangat, Filmschaffender, Musiker und Performancekünstler
- 2021 Constantin Hochkeppel, Physical Theatre Performer, Choreograph und Regisseur
- 2022 Wanda Koller, bildende Künstlerin
- 2023 Elisa Henriette Metz, Musikerin, Köln
- 2024 Hannah Schiller, Schauspielerin

## Liste der Preisträger des Jugend-Kulturpreises
- 1997 Behindertentheater Pusteblume, Köln
- 1998 Tanzabteilung des Gymnasiums Essen-Werden, Essen
- 1999 Kinder- und Jugendzirkus Linoluckynelli, Köln
- 2000 Kunst- und Kulturverein „Sojus 7“, Monheim
- 2001 Kinder- und Jugendtheater mini-art, Bedburg-Hau
- 2002 Landesjugendorchester Nordrhein-Westfalen, Goch
- 2003 Kinder- und Jugendtheaterzentrum KREScH, Frefeld
- 2004 Atlantis Kindermuseum, Duisburg
- 2005 Neusser Musicalwochen
- 2006 Aktion & Kultur mit Kindern (Akki), Düsseldorf
- 2007 Hebartschule & Philharmonie, Essen
- 2008 Barockfabrik, Aachen
- 2009 KIEBITZ – Internationales Jugend- und Kulturzentrum e. V., Duisburg
- 2010 Junges Theater Bonn
- 2011 KABAWIL e. V., Düsseldorf
- 2012 Offene Jazz Haus Schule Köln e. V.
- 2013 Rheinisches Lesefest Käpt’n Book
- 2014 Bilderbuchmuseum, Troisdorf
- 2015 Junges Tanzhaus NRW, Düsseldorf
- 2016 Junges Schlosstheater Moers
- 2017 SingPause (Projekt des Städtischen Musikvereins zu Düsseldorf)
- 2018 Kulturwerkstatt 32, Gummersbach
- 2020 Poetry-Slammer von satznachvorn e. V., Aachen
- 2021 Martin Baltscheit
- 2022 Jugendprogramm der Lit.Eifel e. V.
- 2023 Junges Kulturfestival Rampenfieber e.V., Aachen
- 2024 KRASS e.V., Düsseldorf